# Каляскин, Иван Владимирович
Каляскин Иван Владимирович (4 февраля 1913, Шуя, Владимирская губерния — 17 декабря 1997, Санкт-Петербург) — советский исторический живописец и баталист, Заслуженный художник Российской Федерации (1997), член Санкт-Петербургского Союза художников (до 1992 года — Ленинградской организации Союза художников РСФСР).

## Биография
Родился 4 февраля 1913 года в городе Шуя Владимирской губернии. Учился в 1932-1935 на подготовительных курсах при ЛИЖСА, на живописном факультете института (1935, 1961-1967) у В. Горба и М. Копейкина. Окончил институт по мастерской Ю. М. Непринцева с присвоением квалификации художника живописи. Дипломная работа — картина «Лётчики».
В 1935 году с первого курса института был призван в Красную Армию. После окончания школы военных лётчиков служил в ВВС до 1960 года. Член ВКП(б) с 1940 года. Уволен в отставку в звании подполковника, командира авиаполка. Участник войны с белофиннами и Великой Отечественной войны. Служил в 1-й гвардейской истребительной авиационной дивизии. Сражался на Северо-Западном, Крымском, Донском, Сталинградском, Центральном, 1-м Белорусском фронтах. Был тяжело ранен. Награждён многими боевыми орденами и медалями.
Участник выставок с 1967 года. Член ЛОСХ с 1968 года. Писал батальные картины, жанровые композиции на военную и историко-революционную темы, портреты. Одиннадцать лет руководил художественной студией при окружном Доме офицеров. Среди основных произведений картины «Первые дни Октября» (1970), «Тревога. Командир эскадрильи майор Иван Таран» (1971), «Завтра на фронт» (1977), «Перехватчики» (1978), «Продразвёрстка» (1984), «Вестники» (1991), «Ожидание» (1994) и другие. Выставки произведений Ивана Каляскина состоялись в 1974, 1976 и 1977 годах в Ленинграде.
Скончался 17 декабря 1997 года в Санкт-Петербурге на 85-м году жизни. 
Произведения И. В. Каляскина находятся в музеях и частных собраниях в России и за рубежом.